# The Comic Strip
The Comic Strip är en brittisk komedigrupp. Kärntruppen bestod av Adrian Edmondson, Dawn French, Rik Mayall, Nigel Planer, Peter Richardson och Jennifer Saunders.

## The Comic Strip
Medlemmarna i gruppen träffades när de uppträdde på komediklubben The Comedy Store i Soho, London i början av 1980-talet. De jobbade i par: Edmondson och Mayall, Planer och Richardson samt French och Saunders under det gemensamma namnet The Comic Strip. Medlemmarna medverkade även i TV-serier på BBC: Edmondson och Mayall gjorde Hemma värst, Filthy Rich & Catflap och Bottom, de två första tillsammans med Planer. French och Saunders gjorde French & Saunders och Helt hysteriskt. Richardson arbetade som regissör och manusförfattare.

## The Comic Strip Presents...
Komediserien The Comic Strip Presents... sändes mellan 1982 och 2016. 
Peter Richardson sålde in serien till det nystartade TV-bolaget Channel 4. Avsnitten blandar parodier på filmer och böcker med mockumentärer. Utöver de ursprungliga Comic Strip-medlemmarna återkommer även andra skådespelare i flera avsnitt.

## Rollista i urval
- Peter Richardson (40 avsnitt)
- Adrian Edmondson (30 avsnitt)
- Jennifer Saunders (30 avsnitt)
- Nigel Planer (28 avsnitt)
- Dawn French (26 avsnitt)
- Rik Mayall (19 avsnitt)
- Robbie Coltrane (19 avsnitt)
- Keith Allen (16 avsnitt)
- Daniel Peacock (9 avsnitt)
- Gary Beadle (9 avsnitt)
- Phil Cornwell (8 avsnitt)
- Alexei Sayle (7 avsnitt)
- Serena Evans (6 avsnitt)
- Doon Mackichan (6 avsnitt)
- Pete Richens (6 avsnitt)
- Miranda Richardson (4 avsnitt)
- Sara Stockbridge (4 avsnitt)
- Kathy Burke (4 avsnitt)
- Jeff Beck (4 avsnitt)
- Stephen Mangan (3 avsnitt)